# Destination Vegas
Albums de Johnny Hallyday
Lorada
(1995) Ce que je sais
(1998)
Singles
1. La Ville des âmes en peine
Sortie : 9 décembre 1996
2. Rouler sur la rivière
Sortie : 25 mars 1997
3. Comme un roc
Sortie : 16 juin 1997

Destination Vegas est le 40e album de Johnny Hallyday, il sort le 12 décembre 1996.
Destination Vegas est un album sans précédent dans la discographie de Johnny Hallyday, il n'est pas tout à fait un album studio et pas totalement un album live. En effet, l'opus regroupe les nouvelles chansons de l'artiste (créés à l'occasion de son tour de chant à l'Aladdin de Las Vegas le 24 novembre 1996), dont certaines furent enregistrées durant les répétitions et d'autres au cours du récital.

## Historique
Destination Vegas propose treize nouvelles chansons créés ou adaptées spécialement pour ce concert unique. Par son esprit « rock'n'roll made in USA », il s'inscrit dans la lignée des précédents albums du chanteur (Johnny, reviens ! Les Rocks les plus terribles, Rock à Memphis, La Terre promise, Drôle de métier), qui sur le même concept consacrent nombres d'adaptations de standards américains des années 1950. Toutefois, l'opus a cette particularité d'élargir la période musicale jusqu'au années 1970, avec deux adaptations de John Fogerty et une de Bob Seger. Chanter pour toi, écrit par David Hallyday et Étienne Roda-Gil, est le seul titre de l'album à n'être ni une reprise, ni une adaptation.
Géographiquement parlant, Johnny Hallyday inscrit, après Nashville (1962, 1963, 1975, 1983), Memphis (1975), Los Angeles (1979), et New York (1991), une nouvelle étape discographique à son périple américain.

## Autour de l'album
Destination Vegas  est réalisé par Chris Kimsey (en).
Durant les répétitions du concert à Las Vegas, Johnny Hallyday a enregistré le titre Grave-moi le cœur qui est resté totalement inédit à la scène et au disque jusqu'en décembre 2023 avec la sortie du coffret Johnny Hallyday Symphonique, (compilant les albums posthumes Johnny et Johnny Acte II, respectivement parus en 2019 et 2021). 
Grave-moi le cœur est l'adaptation par Jean Fauque de la chanson Love Me Tender d'Elvis Presley, qui finalement sera interprété par Hallyday à Vegas, au détriment de l'adaptation délaissé par le chanteur à la scène comme pour l'album. Il s'agit, après Amour d'été, enregistrée en 1967 (album Johnny 67), de la seconde adaptation par Johnny de la balade d'Elvis Presley.

## Titres
| 1.  | Je vais te secouer (Not Fade Away)                         | Jean Fauque (adaptation)    | Charles Hardin Holley, Norman Petty | 4:33 |
| 2.  | Miss Claudie (Lawdy Miss Clawdy)                           | Jean Fauque (adaptation)    | Lloyd Price                         | 2:13 |
| 3.  | Memphis est loin d'ici (Memphis, Tennessee)                | Jean Fauque (adaptation)    | Chuck Berry                         | 3:04 |
| 4.  | La Ville des âmes en peine (Lonesome Town)                 | Jean Fauque (adaptation)    | Baker Knight                        | 3:35 |
| 5.  | Dans le bayou (Born on the Bayou)                          | Jean Fauque (adaptation)    | John Fogerty                        | 4:55 |
| 6.  | Hi-Heel Sneakers                                           | Robert Higginbotham         | Robert Higginbotham                 | 3:13 |
| 7.  | Sur la route de Memphis (That's How I Got to Memphis (en)) | Claude Moine (adaptation)   | Tom T Hall (en)                     | 3:52 |
| 8.  | Chanter pour toi                                           | Étienne Roda-Gil            | David Hallyday                      | 4:58 |
| 9.  | Love Me Tender                                             | Ken Darby, Vera Matson      | Ken Darby, Vera Matson              | 3:07 |
| 10. | Rouler sur la rivière (Proud Mary)                         | Jean Fauque (adaptation)    | John Fogerty                        | 3:27 |
| 11. | Jolie petite rock'n'rolleuse (Sweet Little Rock'N'Roller)  | Philippe Labro (adaptation) | Chuck Berry                         | 3:56 |
| 12. | Monnaie, monnaie (Money Honey)                             | Jean Fauque (adaptation)    | Jesse Stone                         | 3:10 |
| 13. | Comme un roc (Like a Rock)                                 | Philippe Labro (adaptation) | Bob Seger                           | 5:01 |

## Musiciens
- Guitare : Robin Le Mesurier / Shane Fontayne (en)
- Basse : Phil Soussan
- Batterie : Ian Wallace
- Claviers : Tim Moore / Ian Kewley
- Saxophone : Jimmy Roberts
- Chœurs et coordination musicale : Érick Bamy

## Classements hebdomadaires
| Classement (1996-2000)       | Meilleure position |
| ---------------------------- | ------------------ |
| Belgique (Wallonie Ultratop) | 16                 |
| France (SNEP)                | 4                  |